# Bawełnica korówka

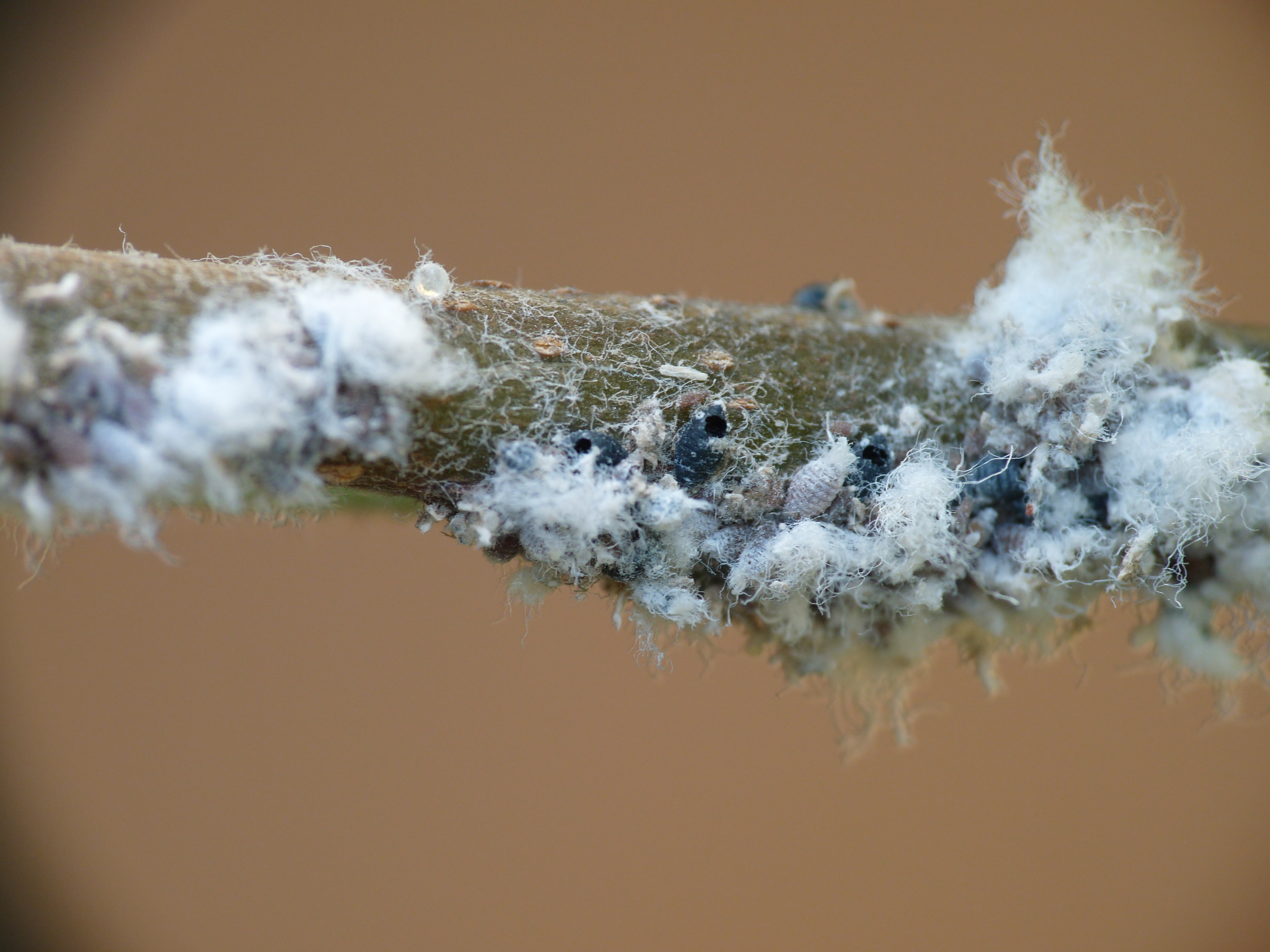

Bawełnica korówka, mszyca krwista, korówka wełnista, mszyca wełnista (Eriosoma lanigerum) – gatunek owada z rzędu pluskwiaków, szkodnik niektórych gatunków drzew i krzewów z rodziny różowatych, pochodzący z Ameryki Północnej, w Europie od końca XVIII wieku.

## Wygląd
Owady dorosłe występują w postaci dwóch form. Bezskrzydłe, barwy wiśniowo-czerwonej, owalnego kształtu osiągają długość 2 mm i są pokryte białym woskowym nalotem, który przypomina watę, mają krótkie czułki, syfony na płaskich stożkowatych podkładkach. Natomiast formy uskrzydlone są większe, bardziej wysmukłe, zabarwione na czarno i są bez nalotu z dużymi rynariami w formie obrączek na czułkach. 

## Zasięg występowania
Głównie zachodnia część Ameryki Północnej, choć spotykana jest już obecnie na całym kontynencie, z wyjątkiem terenów z ostrymi zimami, o niewielkiej pokrywie śnieżnej. W Europie południowa część Wielkiej Brytanii, Szwecji i Norwegii oraz pas od północno-zachodniej Francji do Białorusi, Ukrainy na wschodzie oraz północnych Włoch i krajów bałkańskich na południu.

## Biologia
W Ameryce Północnej jest gatunkiem holocyklicznym, dwudomnym: jesienią samice składają jaja na Ulmus rubra Muhl., a w czasie lata liczne populacje mszycy rozwijają się na jabłoniach. 
W Europie bawełnica korówka rozmnaża się dziewo- i żyworodnie — samice bez zapłodnienia rodzą larwy. Samice sporadycznie składają też jaja zimowe, ale w warunkach atmosferycznych panujących w Polsce nie wylęgają się z nich larwy lub giną tuż po wylęgu. Z powodu braku właściwego gospodarza zimowego, larwy (I i II stadium) zimują na korzeniach, szyjce korzeniowej i w spękaniach kory jabłoni. 
W okresie wegetacji rozwija się do 11 pokoleń, przy czym najpłodniejsze są generacje wiosenne. Dorosłe osobniki żyją do 45 dni, a w ciągu życia składają 20–60 jaj. Jesienią pojawiają się uskrzydlone dzieworódki, które mogą przelatywać na inne drzewa. Starsze osobniki giną w temperaturze -7 °C. Największa populacja tego szkodnika występuje na przełomie czerwca i lipca oraz w drugiej połowie września.

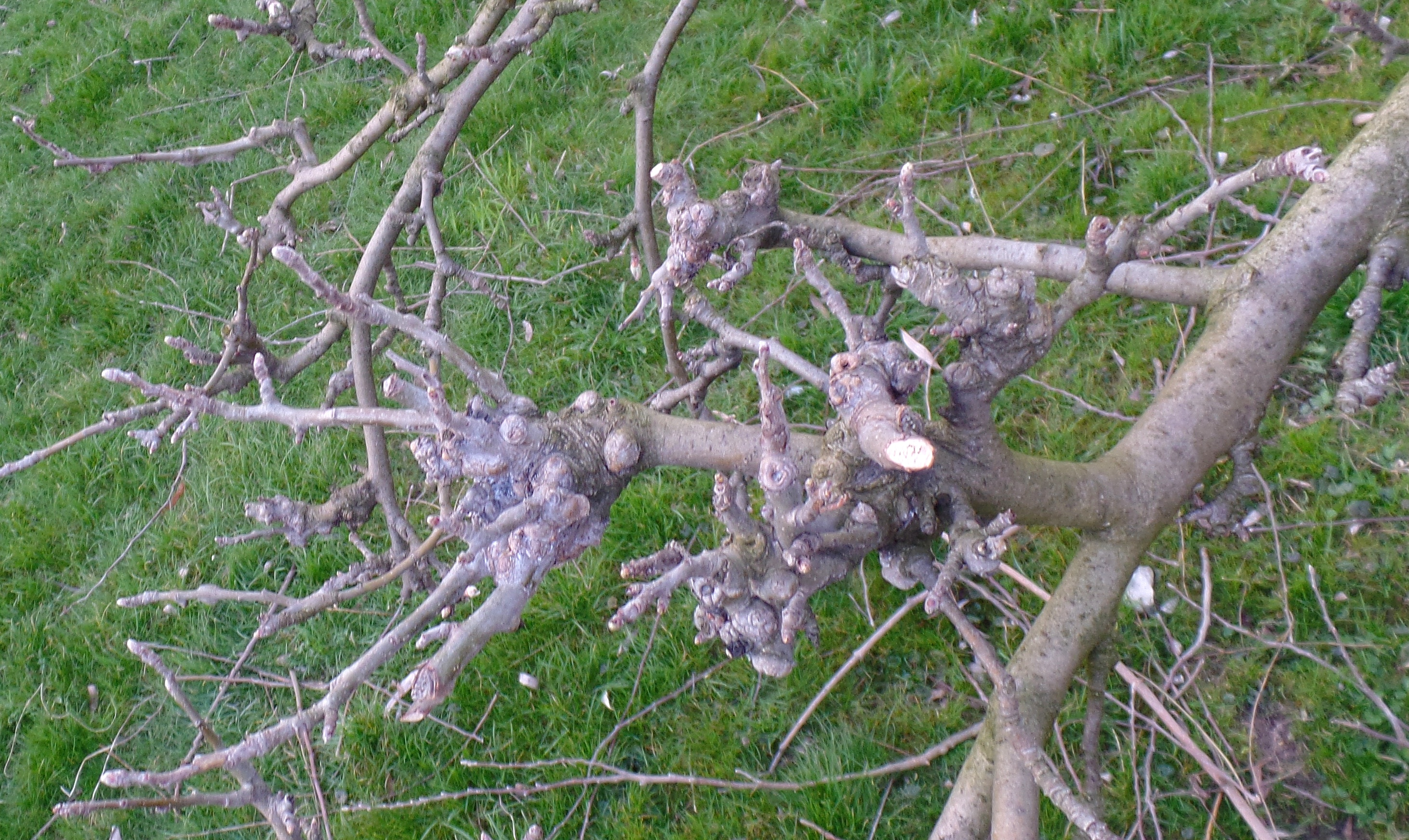
Deformacja gałęzi po żerowaniu bawełnicy korówki

## Szkodliwość
W Polsce bawełnica zasiedla głównie jabłonie, lecz spotykana jest również na gruszach i pigwach. Najliczniejsze kolonie występują na starych drzewach, jednak największe szkody wyrządza w szkółkach i młodych nasadzeniach jabłoni. Mszyce wysysają soki, powodując tworzenie się pękających narośli na gałęziach, co prowadzi do ich deformacji. Konsekwencją jest osłabienie drzewa, zahamowanie jego wzrostu, opadanie owoców przed dojrzewaniem, zmniejszona mrozoodporność i łatwość ulegania porażeniu przez organizmy patogeniczne.

## Zwalczanie

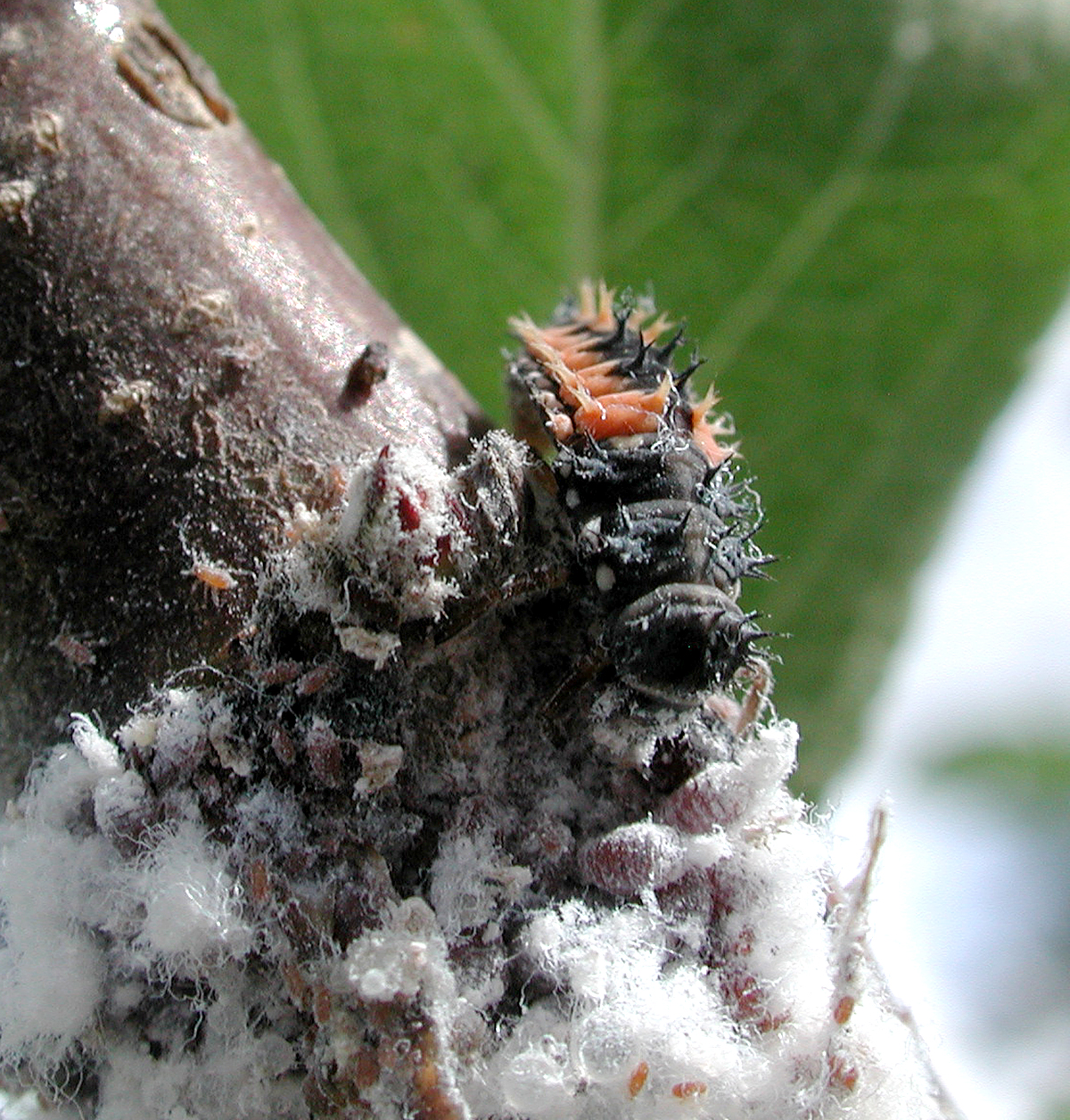
Larwa biedronki pożerająca bawełnicę

Bawełnica ma wielu naturalnych wrogów. Jest chętnie zjadana, między innymi, przez biedronki, skorki czy sprowadzone w tym celu w latach 20. XX wieku ośce korówkowe (Aphelinus mali) i dlatego zwalczanie chemicznie powinno być prowadzone z umiarem i środkami wybiórczymi. 
Bardzo ważnym elementem walki z bawełnicą korówką jest ochrona fauny pożytecznej. Można też introdukować ośca samemu z drzew/sadów, w których spotyka się charakterystycznie spasożytowane mszyce. Zabiegiem sprzyjającym wzrostowi liczebności ośca korówkowego jest przechowywanie zimą, w odpowiednio zabezpieczonym miejscu, kolonii bawełnicy opanowanych przez tego entomofaga.
Chemicznie szkodnika zwalcza się po kwitnieniu oraz w okresie wzrostu zawiązków drzew, a gdy zaistnieje konieczność zabieg należy wykonać ponownie zaraz po zbiorach. Do chemicznego zwalczania zaleca się zastosowanie systemicznych aficydów, np. pirymikarb. Cieczą użytkową należy dokładnie pokryć głównie miejsca występowania kolonii, czyli pnie i konary.
Stwierdzono także odporność niektórych podkładek pod jabłonie, a także odporność wybranych odmian na szkodnika.